# John Gibson

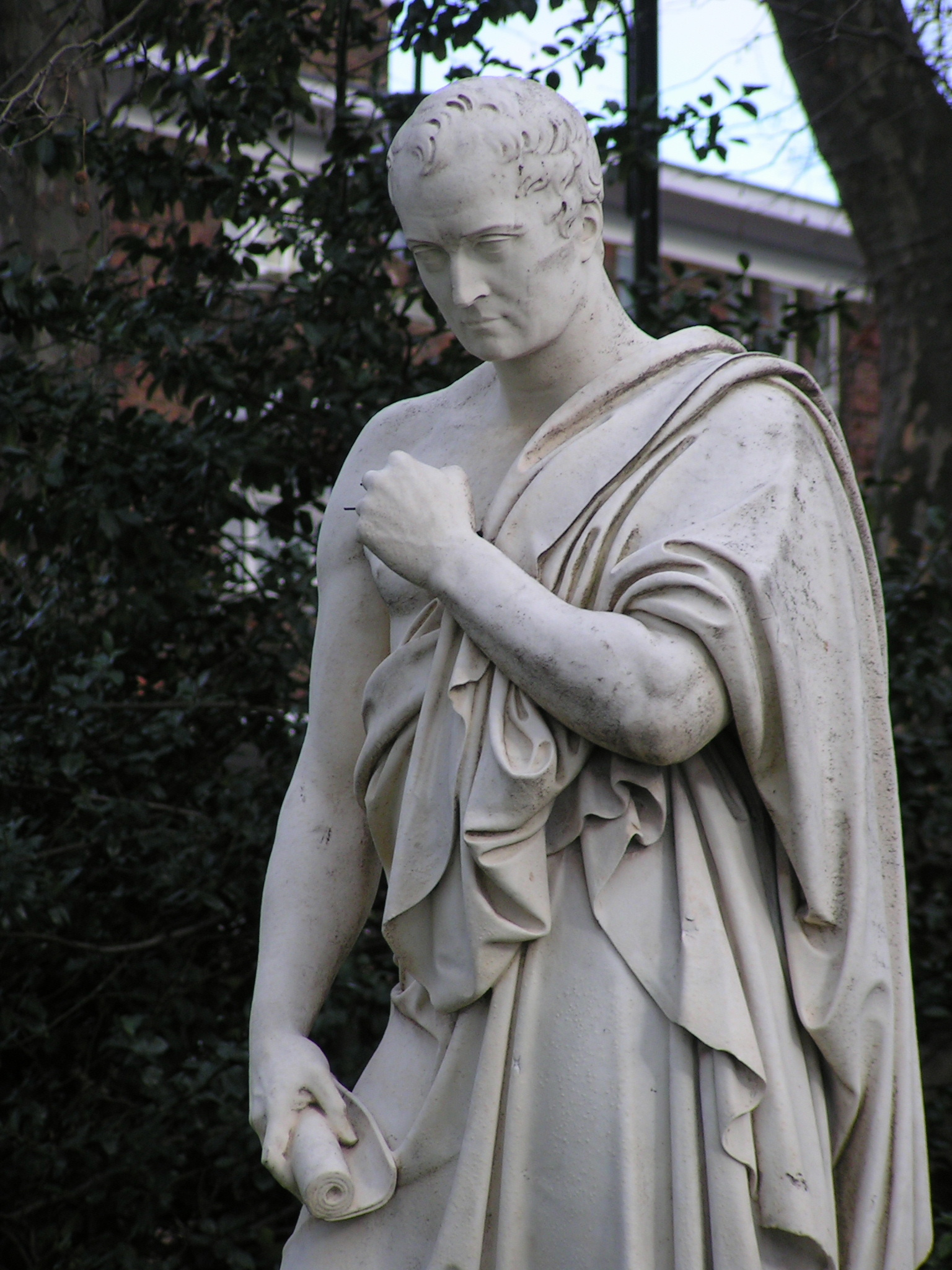
Detalle de la escultura de William Huskisson por John Gibson, Londres.

John Gibson (Conwy, 19 de junio de 1790 - Roma, 7 de enero de 1866) fue un escultor de Gales.
Empezó a dibujar a los nueve años de forma espontánea, copiando figuras que veía en los escaparates, y con catorce años entró como aprendiz en un taller para pintores y grabadores en Liverpool, pero se cansó pronto y pidió que se le instruyera sobre la escultura en madera, y luego en piedra. Salió del taller y fue dirigido por cierto señor Francis, y empezó a llamar la atención sobre la calidad de su trabajo. Conoció al historiador William Roscoe, con quien tuvo acceso a su biblioteca clásica, entró en contacto con obras de artistas italianos y con la orientación intelectual de Roscoe, que lo encaminó para su estudio del arte de la Grecia Antigua. Así que se matriculó en la Royal Academy, donde John Flaxman reconocido su mérito y le siguió en su progreso. En 1819 viajó a Roma para lograr un mejor perfeccionamiento, conociendo a Canova y siendo muy influenciado por él, incluso obtuvo su apoyo financiero.
Su obra en esta fase mostraban ya una gran madurez, y  fue presentado por Canova a influyentes clientes, produciendo otras obras de gran valor. En 1836 fue aceptado como miembro de la Royal Academy, a quien donó sus propiedades y sus obras restantes en su taller. Murió en Roma y fue enterrado en el cementerio protestante.